# CE (DM Command)
CE (CREATE_EDIT)とは、アポロコンピュータ社のコンピュータに搭載されていたウィンドウシステム（ディスプレイマネージャ）で利用できた、制御コマンド『DMコマンド』の一つ。

## 概要
CE コマンドは、編集パッドとウインドウを生成する。

## 書式
<領域>　CE　パス名　<オプション>

## 利用法
CE コマンドを与えると、ディスプレイ・マネージャは、編集パッドのウインドウを生成する。
指定されたファイルが存在する場合，そのファイルが編集のためにオープンされる。
ファイルが存在しない場合， DM は指定された名前でファイルを生成しオープンする。
デフォルトでは，＜EDIT＞キー（R4）が CE コマンドを呼び出し、自動的に DM インプット・パッドにカーソルを移動し、“Edit file:”プロンプトを出す。
ここで，編集するパス名を入力する。
一度編集パッドが生成されると、他の DM コマンドを用いてパッドの中のテキストを操作できる。
パッドとウインドウを閉じるには， DM コマンド WC （普通， CTRL/N）を使用する。
注意：　CE はプロセスは生成しない． CE は，現在のディスプレイ・マネージャー・プロセスのなかで編集用にファイルをオープンする。
引数：
・領域（省略可）
新しいウインドウを表示するスクリーンの区画を指定する。
省略時は次の DM デフォルト・ウインドウを使用する。
・パス名（省略不可）
編集するファイルを指定する。
オプション：
-I
このパッドのために生成されたウインドウをアイコン形式にする。
-C‘文字’
アイコン・ウインドウで使用されるアイコン文字を指定する。
‘文字’は、現在のアイコン・フォントの中に存在しなければならない。
このオプションが指定されず-I がある場合、ディスプレイ・マネージャはこのパッド・タイプのデフォルトのアイコン文字を使用する。